# Молвена
Молвѐна (на италиански и на венециански: Molvena) е малко градче в Северна Италия, община Колчереза, провинция Виченца, регион Венето. Разположено е на 155 m надморска височина.